# Gibraltarschwelle

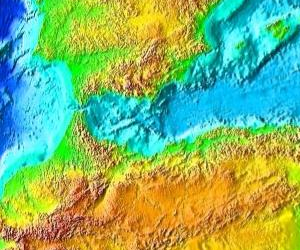
Übersichtskarte

Die Gibraltarschwelle ist eine Schwelle unterhalb des Meeresspiegels in der Straße von Gibraltar. Sie trennt das Alborán-Meer, den westlichen Teil des Mittelmeeres, vom Golf von Cádiz im Atlantischen Ozean.

## Geografie
Nördlich der Schwelle liegt auf der Iberischen Halbinsel der Gebirgszug der Betischen Kordilleren und südlich der maghrebinische Rif-Gebirgszug.
Die Gibraltarschwelle hat im Bereich der Straße von Gibraltar einige größere Erhebungen und Senken. Im Westen, auf der Höhe von Kap Spartel liegt die mehr als 350 m tiefe Spartel-Schwelle. Es folgen das maximal etwa 640 m tiefe Tangier Basin, die maximal 285 m tiefe Camarinal-Schwelle und im Osten mit einer durchschnittlichen Tiefe von etwa 600 m und einer maximalen Tiefe von etwa 960 m die mit etwa 12 km engste Stelle, die Tarifa-Enge.
Die Gibraltarschwelle fällt bis auf eine Tiefe von etwa 4000 m im Atlantischen Ozean ab, dagegen erreicht das Alborán-Meer nur Tiefen von etwa 2000 m.

## Geologie
Einige Wissenschaftler vermuten, dass es im Gebiet des westlichen Mittelmeeres nicht nur zu einer langsamen (4 mm pro Jahr) Subduktion der Afrikanischen Platte in Richtung Nordwest unter die Eurasische Platte kommt, sondern dass sich hier auch ein nach West-Südwest wanderndes (5–10 mm pro Jahr) kleines Stück Lithosphäre befindet.
Die Gibraltarschwelle war vor sechs Millionen Jahren bis vor etwa fünf Millionen Jahren, im Messinium, eine Landbrücke, welche die Verbindung des Mittelmeeres mit dem Atlantischen Ozean unterbrach. Deshalb kam es zur Messinischen Salinitätskrise, dem Austrocknen des Mittelmeeres. Auslöser war sowohl ein durch tektonische Aktivität der Region ausgelöstes Anheben der Landbrücke zwischen Europa und Afrika wie auch das Absinken des atlantischen Meeresspiegels um ca. 50 Meter aufgrund einer Vereisung am Südpol. Später stieg, bedingt durch klimatische Veränderungen, der Meeresspiegel des Atlantiks wieder an.
Vor ungefähr 5,33 Millionen Jahren, an der Wende vom Miozän zum Pliozän, erfolgte nach neuesten Erkenntnissen zunächst eine leichte Senkung der Landbrücke zwischen Europa und Afrika, sodass für einige Jahrtausende nur geringe Wassermengen aus dem Atlantik in das ausgetrocknete Mittelmeerbecken schwappten. Nach und nach grub sich das Wasser immer tiefer in die Landbrücke, bis schließlich über einen 200 Kilometer langen und bis zu 11 Kilometer breiten Kanal etwa 100 Millionen Kubikmeter pro Sekunde einströmten und dabei mit einer Geschwindigkeit von 144 Kilometer pro Stunde den Strömungskanal um 40 Zentimeter pro Tag vertieften. Insgesamt wurden dabei 500 Kubikkilometer Gestein weggewaschen. Das führte dazu, dass auf dem Höhepunkt dieses Vorgangs der Wasserspiegel im Mittelmeerbecken täglich um mehr als 10 Meter anstieg, bis nach maximal zwei Jahren das Mittelmeer wieder aufgefüllt war.
Heute strömen an der Wasseroberfläche über 1 Million Kubikmeter Wasser pro Sekunde aus dem Atlantischen Ozean ins Mittelmeer, etwas weniger Wasser verlässt das Mittelmeer in Richtung Atlantik. Dieses salzhaltige, schwere Tiefenwasser fließt nahe am Meeresgrund über die etwa 400 m tiefe Gibraltarschwelle in den Atlantik bis in Tiefen von 600 m bis 1500 m hinab. Es strömt anschließend an der Küste der Iberischen Halbinsel entlang Richtung Norden, wobei immer wieder große Wasserwirbel den Meeresstrom in Richtung Westen und Südwesten verlassen.
Netto fließen ca. 70.000 m³ pro Sekunde oder 2.2e12 m³ pro Jahr (96-mal mehr als die Zuflussmenge der ins Mittelmeer mündenden Flüsse) aus dem Atlantik ins Mittelmeer. Ohne die Wasserzufuhr vom Atlantik würde der Wasserstand des Mittelmeeres etwa 1 m pro Jahr sinken.

## Kunst
Im Roman Das Boot wird unter anderem beschrieben, wie das U-Boot  in der Straße von Gibraltar auf der Gibraltarschwelle in 280 m Tiefe aufsetzte. Das tatsächliche U 96 lag während der siebten Feindfahrt hier auf lediglich 70 m Tiefe.